# Cursus honorum
Cursus honorum (slovensko častna pot) je bilo zaporedje položajev, po katerem je potekala kariera vojaških častnikov in političnih funkcionarjev senatorskega ranga v Rimski republiki in zgodnjem Rimskem cesarstvu. Cursus honorum je bila mešanica vojaških in političnih upravnih položajev. Končna nagrada za zmago na volitvah na vseh "stopničkah"  zaporedja je bil položaj enega od dveh konzulov v določenem letu. Za vsak vmesni položaj je bila določena spodnja starostna meja. Določeni so bili tudi najmanjši časovni presledki med zaporednimi položaji. Ponavljanje položajev je bilo z zakonom prepovedano.
Pravila so se v zadnjem stoletju republike spremenila in grobo kršila. Gaj Marij, na primer, je bil konzul pet let zapored od leta 104 do 100 pr. n. št. Konzul je bil skupno sedemkrat, služboval pa je tudi v letih 107 in 86 pr. n. št. Položaji so bili uradno predstavljeni kot priložnosti za opravljanje javne službe, vendar so pogosto postali zgolj priložnost za promocijo posameznikov. Reforme Sule med letoma 82 in 79 pr. n. št. so določale desetletni interval med dvema zaporednima mandatoma. Imeti funkcijo v najmlajši možni starosti (suo anno, slovensko v svojem letu) je veljalo za velik politični uspeh. Zamuditi položaj pretorja pri 39 letih ja na primer pomenilo, da pri 42 letih ni bilo mogoče postati konzul. Mark Tulij Cicero je bil izjemno ponosen ne samo na to, da je bil  novus homo (slovensko nov človek) - mož brez prednika na konzulskem položaju, ampak tudi na to, da je postal konzul "v svojem letu".

## Vojaški tribun
Vojaški tribun (latinsko tribunus militum, tribun vojakov) je bil častnik rimske vojske nad centurionom in pod legatom. Mladi moški konjeniškega (viteškega) reda so pogosto služili kot vojaški tribuni, ker je bil položaj prva stopnica na poti v Rimski senat.  Pogoj za položaj tribuna je bil deset let službovanja v rimski konjenici  (equites) ali štabu generala, ki je bil kandidatov sorodnik ali družinski priatelj. V praksi se pravilo ni vedno spoštovalo.
Beseda tribun izhaja iz besede tribus, ki pomeni pleme. V najstarejši zgodovini Rima je vsako od treh plemen (Ramni (Latinci), Ticiji (Sabinci) in Luceri (Etrurci)) po potrebi imenovalo po enega vojaškega poveljnika, ker stalne vojske ni bilo. Tribuni so bili poveljniki legij, ki so prvotno štele okoli 3.000 mož. Po Polibiju (umrl 118 pr. n. št.) je imel takrat Rim šest tribunov, ki so jih imenovali konzuli. Tribuni so bili štabni častniki legata legij in so po potrebi poveljevali vojaškim enotam, sicer pa je bil postopek izbire zelo zapleten in v različnih obdobjih različen.
Naslednji koraki na cursus honorum so se dosegali na vsakoletnih volitvah.

## Kvestor
Kvestror (latinsko quaestor, iz latinskega glagola quaero, quaerere,  ki pomeni poizvedovati, preiskovati)) je bil najnižji uradniški položaj. Kandidati zanj so morali biti stari najmanj trideset let, kandidati iz patricijskih vrst pa so lahko bili za ta in vse naslednje položaje dve leti mlajši.
V rimski finančni upravi ali kot namestniki guvernerja provinc je službovalo dvajset kvestorjev. Lahko so bili tudi blagajniki legij. Mlad mož, ki je dobil službo kvestorja, se je štel za pomembnega uradnika. Dodatna naloga vseh kvestorjev je bil nadzor javnih iger. Kvestor je imel dovoljenje za nošenje toge praetexta, vendar ni imel spremstva liktorjev niti svojega imperija.

## Edil
Prokvestor/promagistrat je bil pri 36 letih lahko izvoljen za enega od edilov (latinsko aedile, iz latinskega aedes, tempeljska zgradba). Dva edila sta bila plebejska in dva patricijska. Slednja sta se imenovala curule aediles. Plebejska edila je izvolil svet plebejcev, patricijska pa je izvolil plemenski svet ali ga je imenoval vladajoči konzul. Edili so bili odgovorni za rimsko mestno upravo, skrbeli za tempelj, od tod njihov naziv, organizirali igre in bili odgovorni za vzdrževanje javnih rimskih zgradb. Zadolženi so bili za preskrbo Rima z vodo in živili. Kot tržni nadzorniki so bili včasih tudi sodniki v trgovskih zadevah. 
Edili so kot nadzorniki javnih del, templjev in tržnic do neke mere sodelovali s cenzorji, ki so imeli sorodne zadolžitve. Ker so nadzirali organizacijo festivalov in iger, je bil njihov položaj za kariernega politika pozne republike zelo iskan, saj je bilo uprizarjanje spektaklov dobro sredstvo za pridobivanje priljubljenosti.
Patricijski edili so bili uvedeni v 4. stoletju pr. n. št. Njihove naloge se niso bistveno razlikovale od nalog plebejskih edilov, lahko pa so nosili določene simbole svojega položaja, na primer stol ali stolček. Na ta položaj so bili sprva lahko bili izvoljeni samo patriciji, kasneje pa so njihove položaje lahko zasedli tudi plebejci. 
Patricijskega edila so sprva volili izmenično plebejci in patriciji. V 2. stoletju pr. n. št. se je ta praksa opustila in edile so vsa leta volili oboji. 
Položaj edila ni bil obvezen korak na cursus honorum za opravljanje višjih funkcij. Službo edilov so politiki običajno opravljali po kvestorstvu in pred pretorstvom. Veliko je bilo tudi primerov, da je kot edil služboval nekdanji pretor.

## Pretor
Po službovanju na položaju kvestorja ali edila je mož pri 39 letih lahko napredoval v pretorja  (latinsko praetor, iz latinskega praeitor, praeire - iti, tisti ki hodi spredaj)
. Število pretorjev se je v zgodovini stalno spreminjalo in na splošno raslo. V republiki je bilo praviloma šest do osem pretorjev, izvoljenih vsako leto. Opravljali so različne sodne funkcije v Rimu in druge vladne posle. V odsotnosti konzulov so prevzeli poveljstvo rimske ali italijanske garnizije. Razen tega so lahko opravljali posle konzulov, njihova glavna funkcija pa je bila sodniška (magistrat). Predsedovali so procesom, ki so vključevali kazniva dejanja, izdajali odredbe sodišč in potrjeval sicer "nezakonita" dejanja. Magistrata je spremljalo šest liktorjev in je upravljal svoj imperij. Po mandatu magistrata je služil kot provincialni guverner z naslovom propretor, upravljal propretorjev imperij, poveljeval provincijskim legijam in imel vrhovno oblast v svoji provinci.
Dva pretorja sta imela bolj prestižen položaj kot drugi. Prvi je bil praetor peregrinus (pretor za tujce), ki je bil vrhovni sodnik v procecih, v katerih je bil vključen en ali več tujcev. Drugi je bil praetor urbanus (mestni pretor), ki je imel najvišji sodni položaj v Rimu. Imel je pooblastila, da je lahko razveljavil katero koli sodbo drugih sodišč in bil sodnik v procesih, v katerih so bili za kazniva dejanja obtoženi guverjerji provinc. Praetor urbanus ni smel zapustiti Rima za več kot deset dni. Če je bil v Rimu odsoten eden od teh pretorjev, je drugi opravljal dolžnosti obeh.

## Konzul
Konzul (latinsko consul) je bil najprestižnejši položaj na cursus honorum in predstavljal vrh uspešne kariere. Najmanjša mogoča starost konzula je bila 42 let. Vsako leto sta bila izvoljena dva konzula. Po njiju se je imenovalo leto, v katerem sta bila izvoljena. Leto, v katerem sta bila izvoljena Messala in Piso, na primer, se je imenovalo  M. Messalla et M. Pisone consulibus in ustreza letu 61 pr. n. št. Konzula sta bila odgovorna za vsa politična dogajanja v Rimu, poveljevala velikim armadam in upravljala pomembne province. Službovala sta samo eno leto, s čimer naj bi se omejila prevelika oblast posameznikov. Vladala sta lahko samo soglasno, ker je imel vsak konzul pravico veta na odločitev drugega. 
Na položaju predsednika senata sta se mesečno menjavala. Bila sta tudi vrhovna poveljnika rimske vojske in kot taka dobila po dve legiji. Konzul je imel najvišjo sodno oblast v republiki, saj je bil edini uradnik, ki je lahko preglasil odločitve mestnega pretorja. Njihovo oblast so omejevali samo zakoni, odloki senata in ljudske skupščine in odločitve njegovega kolega konzula. 
Konzula je spremljalo dvanajst liktorjev, imel je svoj imperij in nosil togo praetexta. Ker je bil konzul najvišja izvršilna funkcija v republiki, je imel pravico do veta na katero koli dejanje ali predlog katerega koli drugega sodnika, razen na ljudskega tribuna. Po končanem konzulstvu mu je bila dodeljena ena od pomembnejših provinc, v kateri je deloval kot guverner na enak način kot propretor, ki je ta imel samo imperij prokonzula. Drugo konzulsko službo je bilo mogoče dobiti šele po 10 letih. S tem naj bi se preprečilo, da bi posameznik pridobil preveč moči.

## Guverner
Položaj guvernerja ni spadal v cursus honorum, vendar sta morala pretor in konzul po končanem mandatu služiti kot propretor oziroma prokonzul v eni od številnih rimskih provinc. Ti propretorji in prokonzuli so imeli v svojih provincah skoraj avtokratsko oblast. Ker so imeli ti guvernerji enak imperij kot njim enakovredni magistrati, jih je spremljalo enako število liktorjev (12). Veto na odločitve guvernerjev je imel le vladajoči konzul ali pretor. Njihova pooblastila so omejevali samo odloki senata ali ljudskih skupščin. Ljudski tribun ni mogel preprečiti guvernerjevih dejanj, dokler je bil guverner vsaj kilometer daleč od Rima.

## Cenzor
Po končanem mandatu konzula je bil zadnji korak na cursus honorum položaj cenzorja. Njegov mandat je bil edini v Rimski republiki, ki je trajal osemnajst mesecev in ne običajnih dvanajst. Cenzorji so se volili vsakih pet let in čeprav položaj ni imel nobene vojaške moči, je veljal za veliko čast. Cenzorji so izvajali redne popise prebivalstva in nato na podlagi dohodka in plemenske pripadnosti razvrščal državljane v volilne razrede. Cenzor je vpisoval in razvrščal tudi nove državljane in plemena. Cenzorji so bili zadolženi za članstvo v senatu in vsakih pet let vpisovali nove senatorje, ki so bili v tem času izvoljeni na senatorske položaje. Nedostojne člane so lahko odstranili iz senata. Med diktaturo senatorja Sule se je to pooblastilo izgubilo. Cenzorji so bili odgovorni za gradnjo javnih zgradb in moralno stanje v mestu Rimu.
Med finančne naloge cenzorjev je spadalo razpisovanje projektov, ki jih je financirala država. Zadolženi so bili za oddajo osvojenih zemljišč v javno rabo ali na dražbo. Cenzorji niso imeli nobenega imperija in zato ne spremstva liktorjev, smeli pa so nositi togo praetexta.

## Plebejski tribun
Položaj plebejskega tribuna (latinsko tribunus plebis) je bil pomemben korak v politični karieri plebejca. Patriciji tega položaja niso mogli zasesti. Položaj plebejskega tribuna je bil ustanovljen zato, da bi ščitil pravice malega človeka v rimski politiki in bil hkrati vodja zbora plebejcev. V srednji in pozni republiki so bili plebejci pogosto ravno toliko, včasih pa tudi bolj bogati in vplivnejši kot patriciji. Tisti, ki so opravljali to funkcijo, so prejeli imuniteto - pravico do pravnega varstva pred kakršno koli fizično škodo, pooblastilo za reševanje katerega koli plebejca iz rok patricijskega sodnika in pravico do veta na vsako dejanje ali predlog katerega koli magistrata, vključno s patricijskim tribunom in konzuli. Tribun je imel pooblastilo za izvršitev smrtne kazni nad vsakim, ki bi se vpletal in oviral opravljanje njegovih nalog. Tribun je lahko celo sklical sejo senata, predlagal zakone in aretiral magistrate. Tribunova hiša je morala biti odprta za obiskovalce tudi ponoči, on sam pa se ni smel oddaljiti iz Rima za več kot en dan poti. Zaradi njihovih izjemnih pooblastil in nedotakljivosti tribuni niso potrebovali niti zaščite liktorjev niti svojega imperija in niso nosili toge praetexta. Po Sulinih reformah (na položaju 82 ali 81 pr. n. št.-79 pr. n. št.) oseba, ki je opravljala funkcijo plebejskega tribuna, ni mogla več opravljati nobene druge funkcije. Pristojnosti tribunov so bile omejene, vendar so bile omejitve pozneje odpravljene.

## Princeps senatus
Drug položaj, ki ni bil uraden korak na cursus honorum, je bil za patricije izjemno prestižen princeps senatus. Bil je izvoljen vodja senata s petletnim mandatom. Cenzorji so lahko bili izvoljeni za še en petleten mandat. Kandidati za ta prestižni položaj so bili vsi patriciji, ki so služili kot konzuli, vendar so ga običajno zasedli bivši cenzorji. Sprva je položaj dajal nosilcu pravico, da prvi spregovori v razprevi o zadevi, ki jo je predlagal predsedujoči magistrat. Kasneje je dobil pooblastilo, da otvarja in zaključuje seje senata, določa dnevni red, odloča o kraju seje senata, zpostavlja red in pravila sej, se srečuje v imenu drugih senatorjev z ambasadorji tuujih držav ter piše in pošilja dopise v imenu senata. Princeps senatus ni imel svojega imperija in spremstva liktorjev in ni nosil toge praetexta.

## Diktator inmagister equitum
Največ poblastil in moči v Rimski republiki je imel diktator, znan tudi kot "gospodar naroda". V kriznih obdobjih je senat odločil, da republika potrebuje diktatorja in za diktatorja imenoval trenuto predsedujočega konzula. Na odločitev senata je imel pravico veta samo narodni tribun. Diktator je bil edina izjema v rimskih pravnih načelih, saj je imela republika istočasno več magistratov, ki bi lahko delovali kot diktatorji. Po definiciji diktature je bil diktator lahko sam eden in ni bil pred zakonom odgovoren za nobeno odločitev in dejanje med svojim mandatom.
Diktator je bil najvišji magistrat z največjim imperijem in spremstvom 24 liktorjev, tako kot nekdanji rimski kralj. Mandat diktatorja je trajal šest mesecev in ne dvanajst. Izjemi sta bila Sula in Julij Cezar. Diktator je imel v celotnem obdobju Rimske republike absolutna pooblastila tako na civilnem kot vojaškem področju. Bil je neodvisen od senata in je lahko med opravljanjem svojih dolžnosti ignoriral vse rebubliške zakone. V celi zgodovini Rimske republike je bil edini magistrat, ki je bil pri opravljenju svojih dolžnosti popolnoma neodvisen. Vsi drugi funkcinarji so bili samo podaljški izvršilne oblasti senata in zato odgovorni senatu. 
Ko je diktator nastopil svojo službo, je za svojega drugega poveljnika vojske imenoval magistra equitum, mojstra konjenice. Mandat magistra equitum se je končal s koncem mandata diktatorja. Magister equitum je imel pretorijanski imperij, zato ga je spremljalo šest liktorjev. Zadolžen je bil za pomoč diktatorju pri upravljanju države. Ko je bil diktator odsoten iz Rima, je magister equitum običajno ostal v mestu in ga upravljal. Tako kot diktator je imel neomejena pooblastila in neizpodbitno avtoriteto v vseh civilnih in vojaških zadevah. Njegove odločitve je lako razveljavil samo diktator.
Diktatorstvo je bilo dokončno ukinjeno po umoru Julija Cezarja leta 44 pr. n. št. (Lex Antonia).